# Place Polytechnique
 (juillet 2018).
La place Polytechnique ou de l'École-Polytechnique (polonais : Plac Politechniki) est une place située dans l'arrondissement de Śródmieście (Centre-ville) à Varsovie.